# Distretto di Kielce
Il distretto di Kielce (in polacco powiat kielecki) è un distretto polacco appartenente al voivodato della Santacroce.

## Geografia antropica

### Suddivisioni amministrative
Il distretto comprende 19 comuni.
- Comuni urbano-rurali: Bodzentyn, Chęciny, Chmielnik, Daleszyce, Morawica
- Comuni rurali: Bieliny, Górno, Łagów, Łopuszno, Masłów, Miedziana Góra, Mniów, Nowa Słupia, Piekoszów, Pierzchnica, Raków, Sitkówka-Nowiny, Strawczyn, Zagnańsk